# Actinodon frossardi
L'attinodonte o actinodonte (Actinodon frossardi) è un anfibio estinto, appartenente ai temnospondili. Visse nel Permiano inferiore (Autuniano, circa 299 - 295 milioni di anni fa) e i suoi resti fossili sono stati ritrovati in Francia.

## Descrizione
Questo animale doveva essere simile a una grossa salamandra dal cranio piatto; era lungo circa un metro. Actinodon doveva essere abbastanza simile al nordamericano Eryops, ma era di struttura più snella e meno adatto a uno stile di vita terrestre, oltre che di mole inferiore. Rispetto a Eryops, Actinodon era dotato di un cinto scapolare dalla superficie ventrale più sviluppata. Inoltre, in Actinodon l'osso lacrimale raggiungeva l'osso frontale, e le spine neurali delle vertebre terminavano in una superficie trasversale ricurva simile a quella delle vertebre di Cacops. Le costole toraciche presentavano un'apofisi uncinata, almeno negli individui maturi, come in Eryops. Gli arti erano piuttosto corti e relativamente deboli.

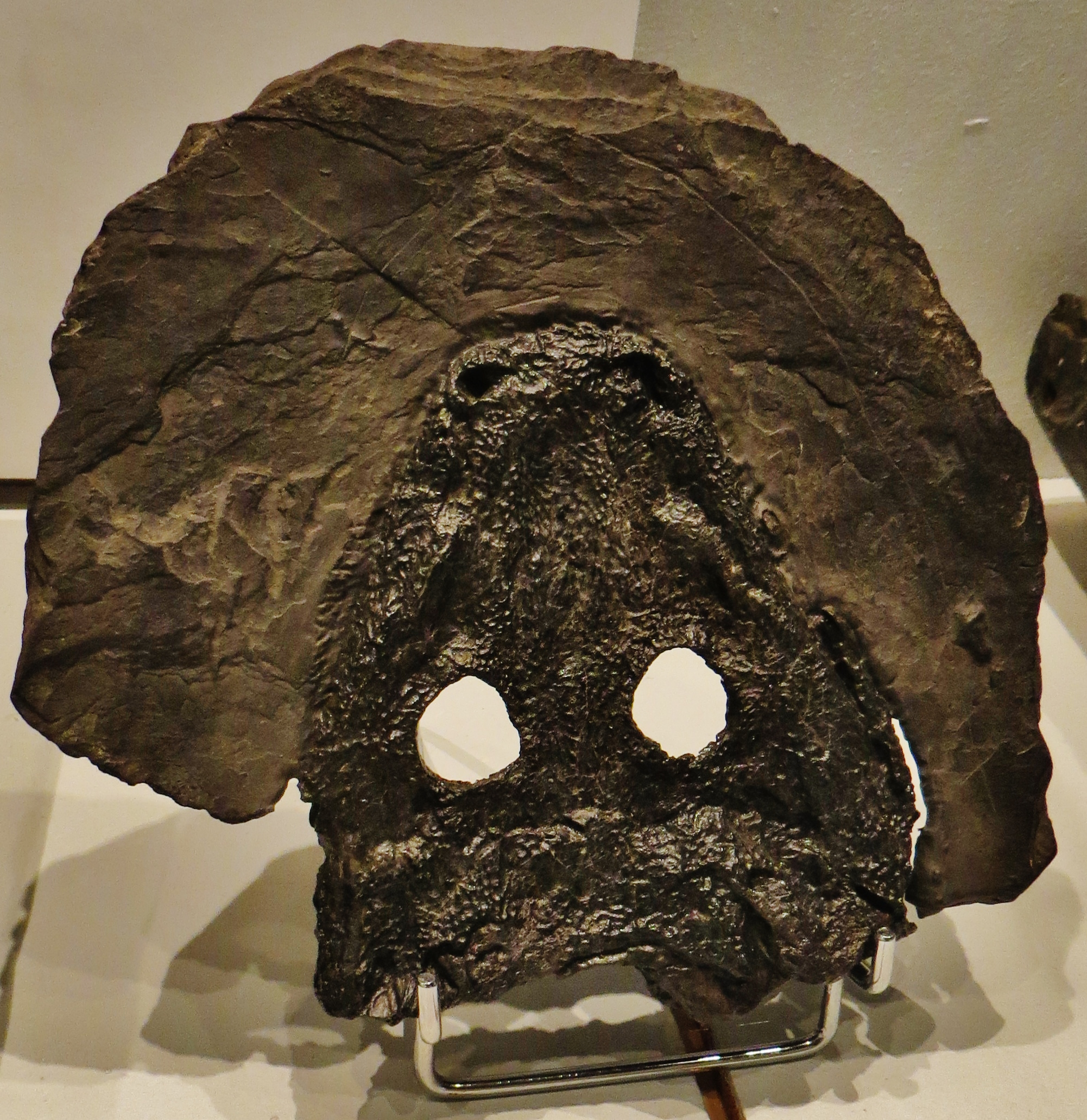
Cranio di Actinodon brevis (=A. frossardi)

## Classificazione
Actinodon frossardi venne descritto per la prima volta da Albert Gaudry nel 1866, sulla base di resti fossili ritrovati negli scisti bituminosi del bacino di Autun (Francia). È un importante anfibio paleozoico, in quanto venne studiato a lungo da Gaudry sulla base di fossili completi; tuttavia, il particolare tipo di conservazione e la mancanza di tecnologie per lo studio dei fossili hanno impedito a lungo di esaminare in dettaglio la struttura di questi scheletri. 

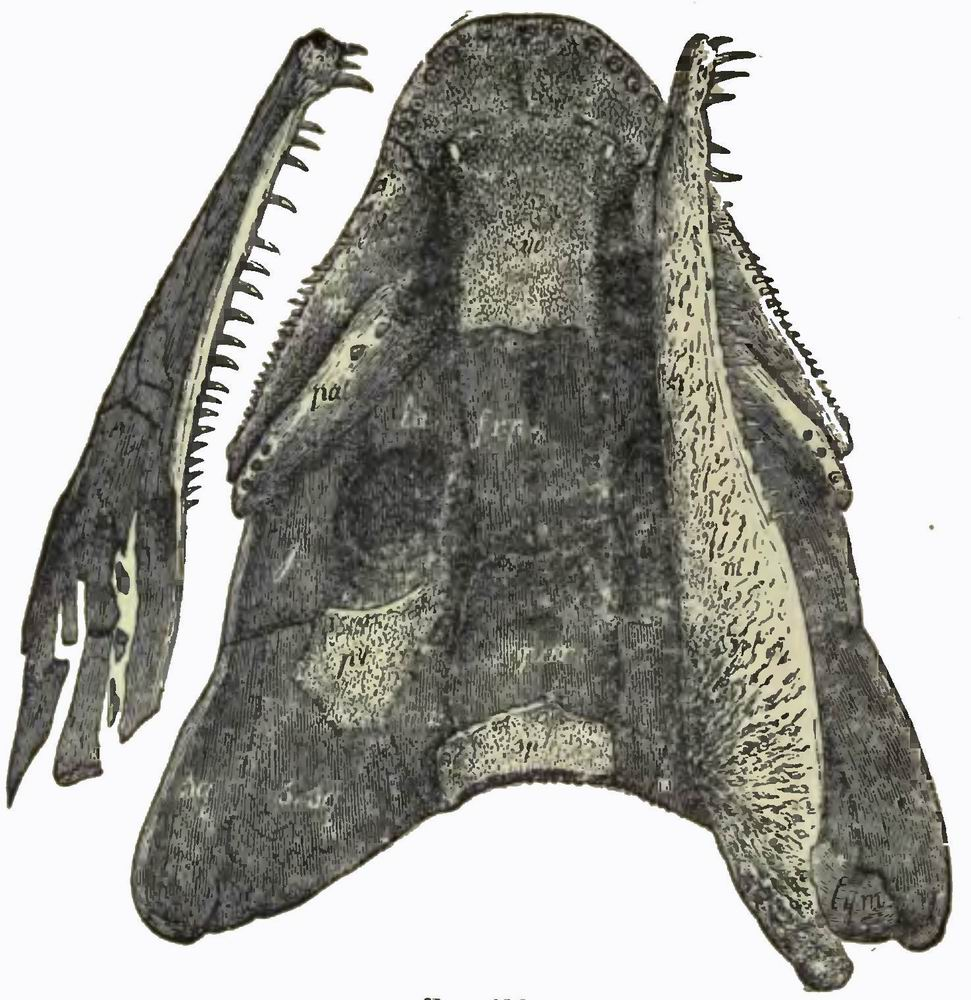
Illustrazione di cranio e mandibole di Actinodon frossardi descritti da Albert Gaudry

Actinodon è stato a lungo confuso con i generi Sclerocephalus e Onchiodon, altri due anfibi paleozoici europei noti per esemplari completi. Classificato variamente tra gli eriopidi, gli sclerocefalidi o in una famiglia a sé stante (Actinodontidae), attualmente Actinodon è ritenuto un possibile rappresentante basale degli eriopidi, forse affine al più derivato Onchiodon (Schoch e Witzmann, 2009). La specie Actinodon brevis, anch'essa proveniente dagli scisti bituminosi di Autun, è considerata identica alla specie tipo.

## Paleobiologia
Actinodon è noto per numerosi esemplari, sia allo stadio giovane che adulto. Nel corso dello sviluppo, il cranio di Actinodon si allungava in avanti e le ossa sopratemporali si estendevano all'indietro. Il condilo occipitale si ossificava, mentre la sommità delle spine neurali si sviluppava trasversalmente; le costole toraciche si dilatavano alle loro estremità per sostenere dei processi uncinati, mentre le ossa delle zampe andavano ossificandosi e le scaglie ventrali si sviluppavano mano a mano (Thevenin, 1910).

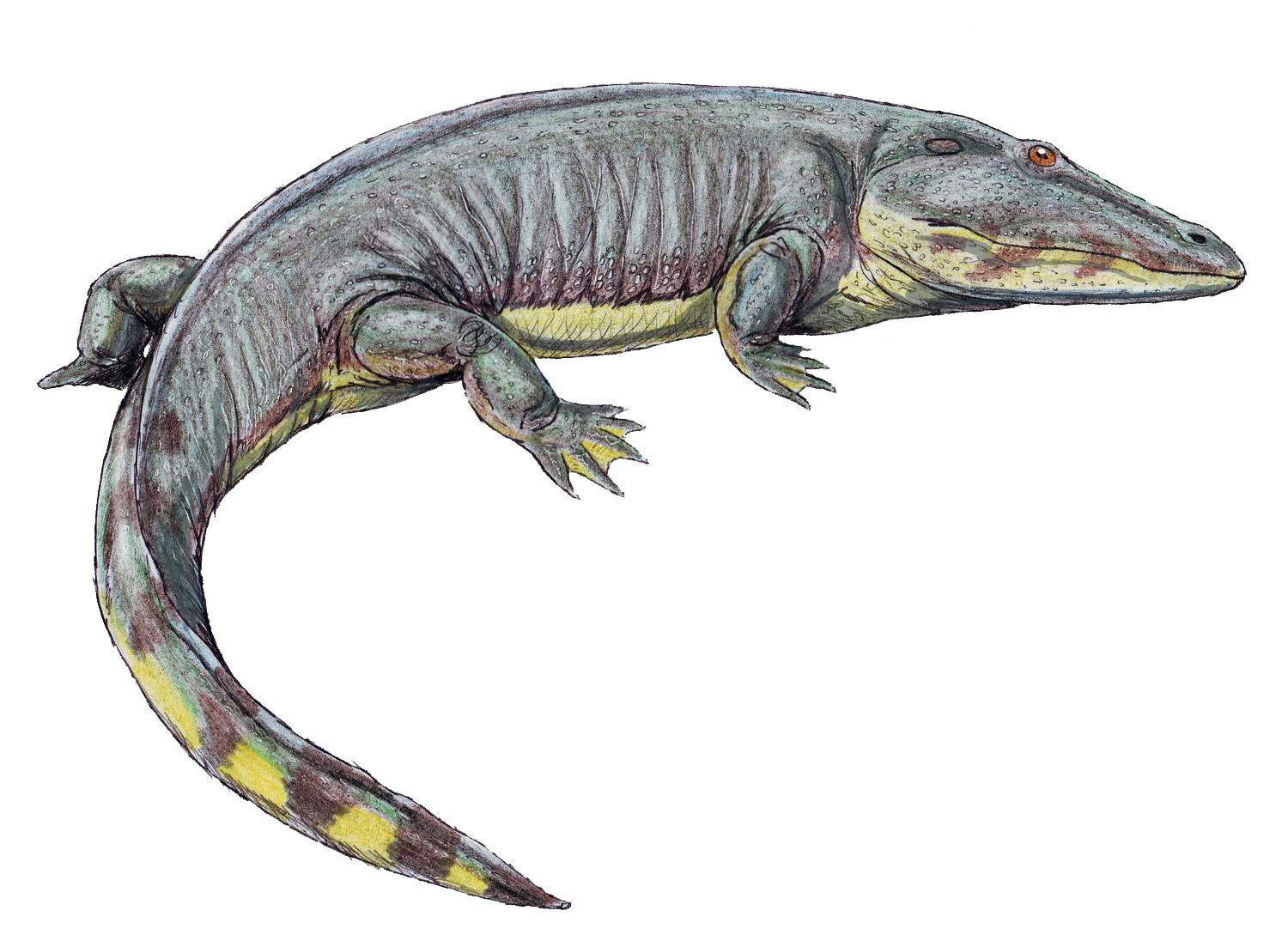
Ricostruzione di Actinodon frossardi